# Hartl (Gemeinde Fürstenfeld)
Hartl bei Fürstenfeld ist ein Dorf im Südwesten der Stadt Fürstenfeld in der Oststeiermark. Bis 2015 war Hartl Teil von Übersbach, welches jedoch durch das Steiermärkische Gemeindestrukturreformgesetz in die Stadtgemeinde Fürstenfeld eingegliedert wurde. Die Katastralgemeinde trägt den Namen Hartl.

## Kultur und Sehenswürdigkeiten

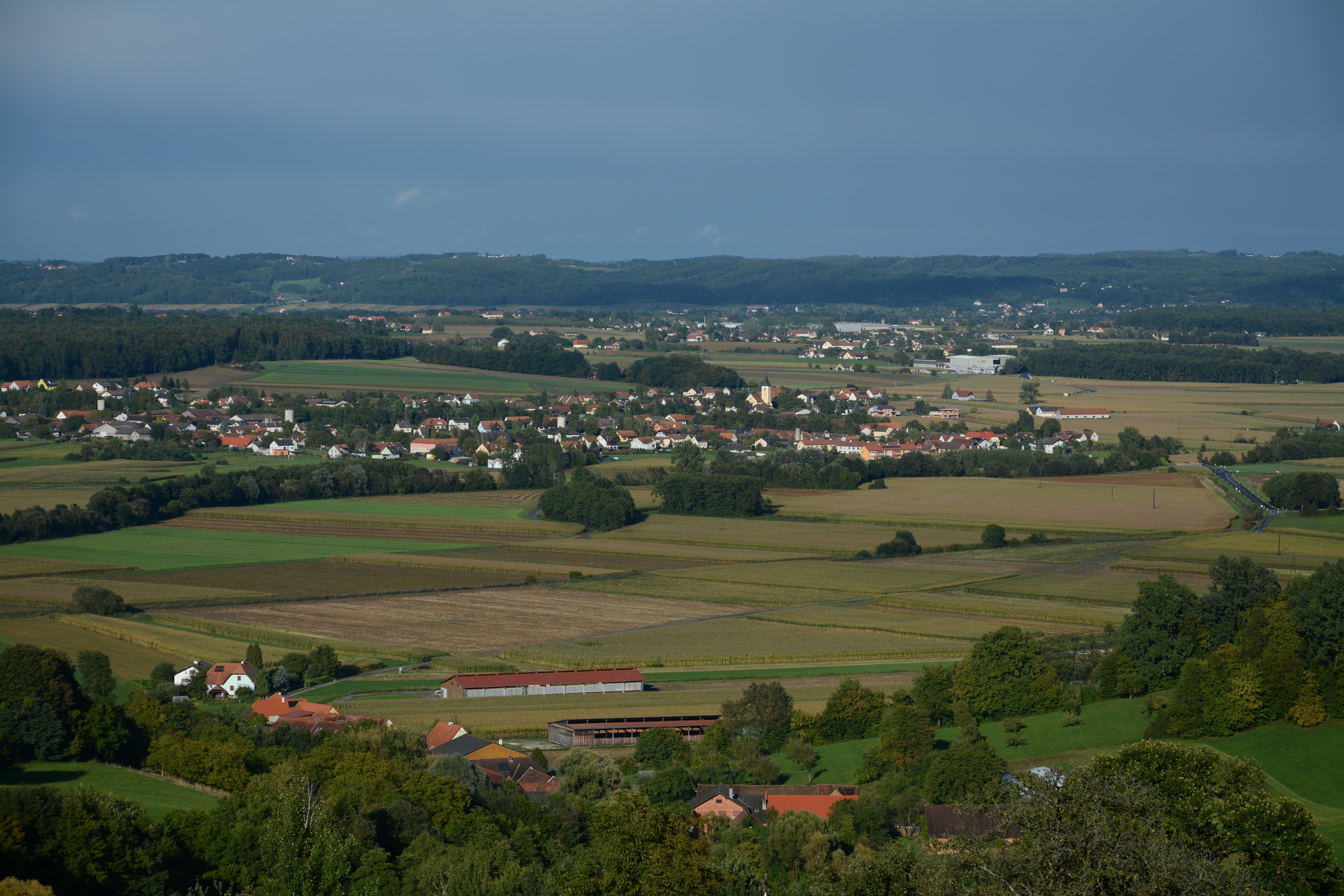
Gesamtansicht mit Übersbach
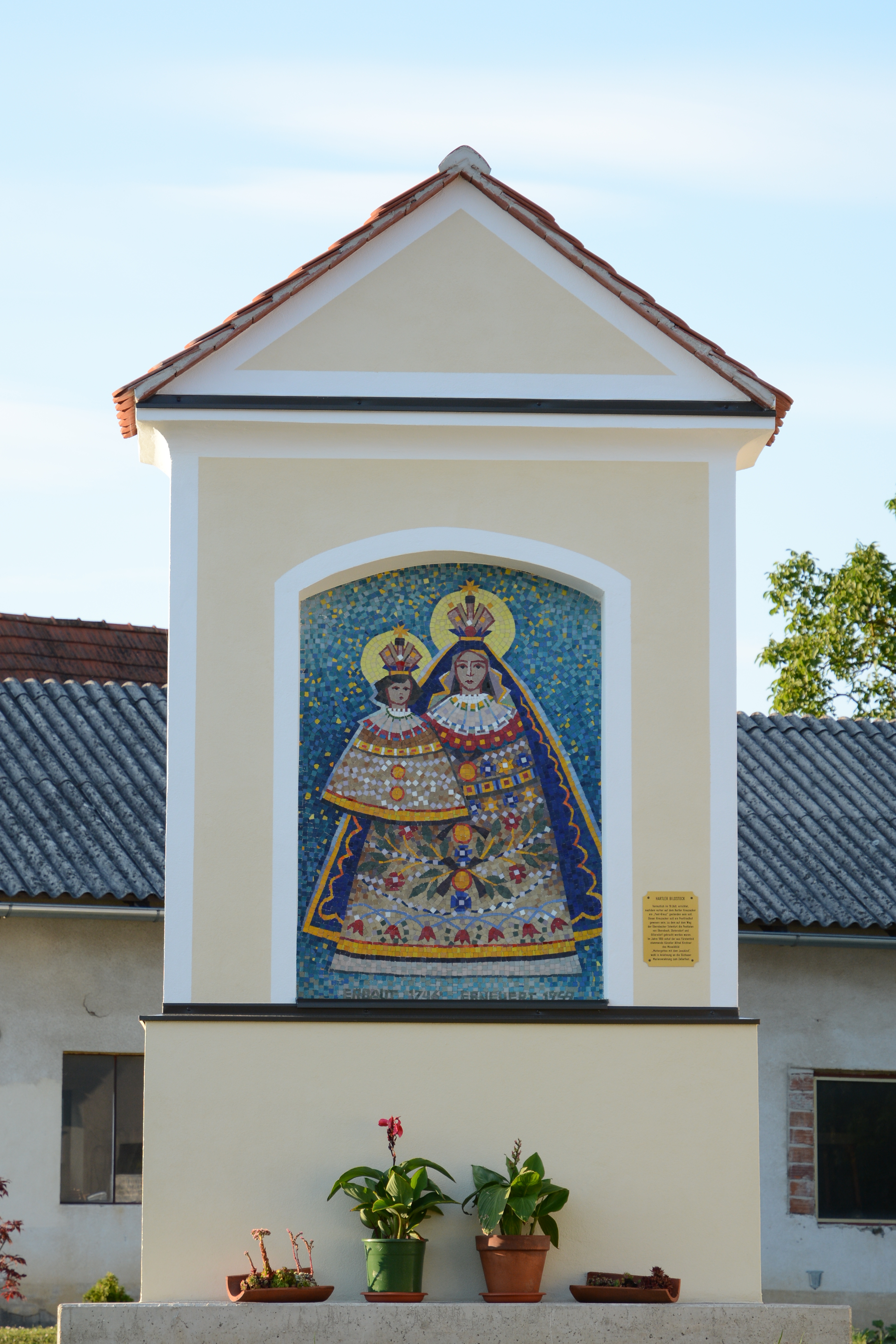
Hartler Bildstock
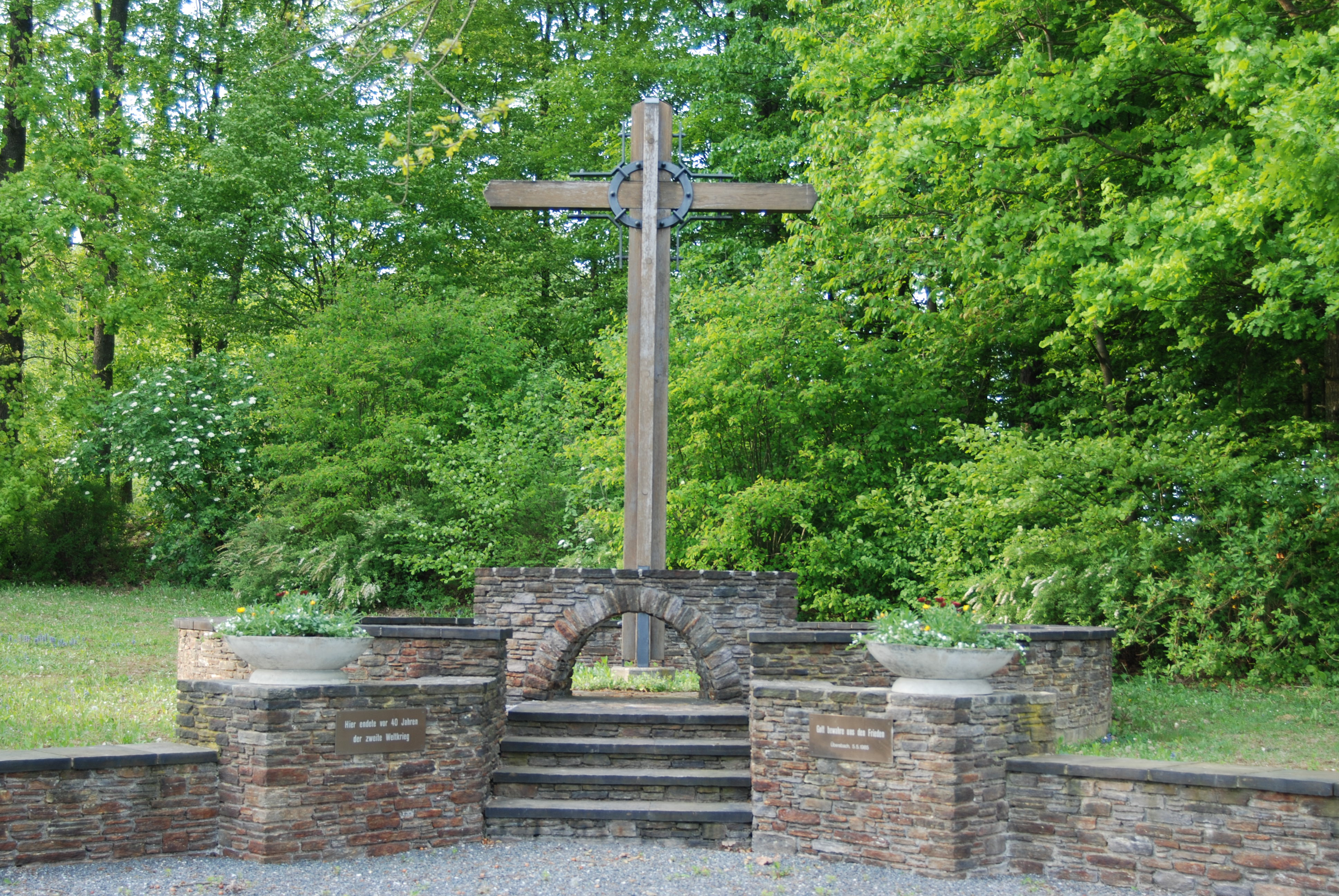
Weltkriegsgedenkstätte
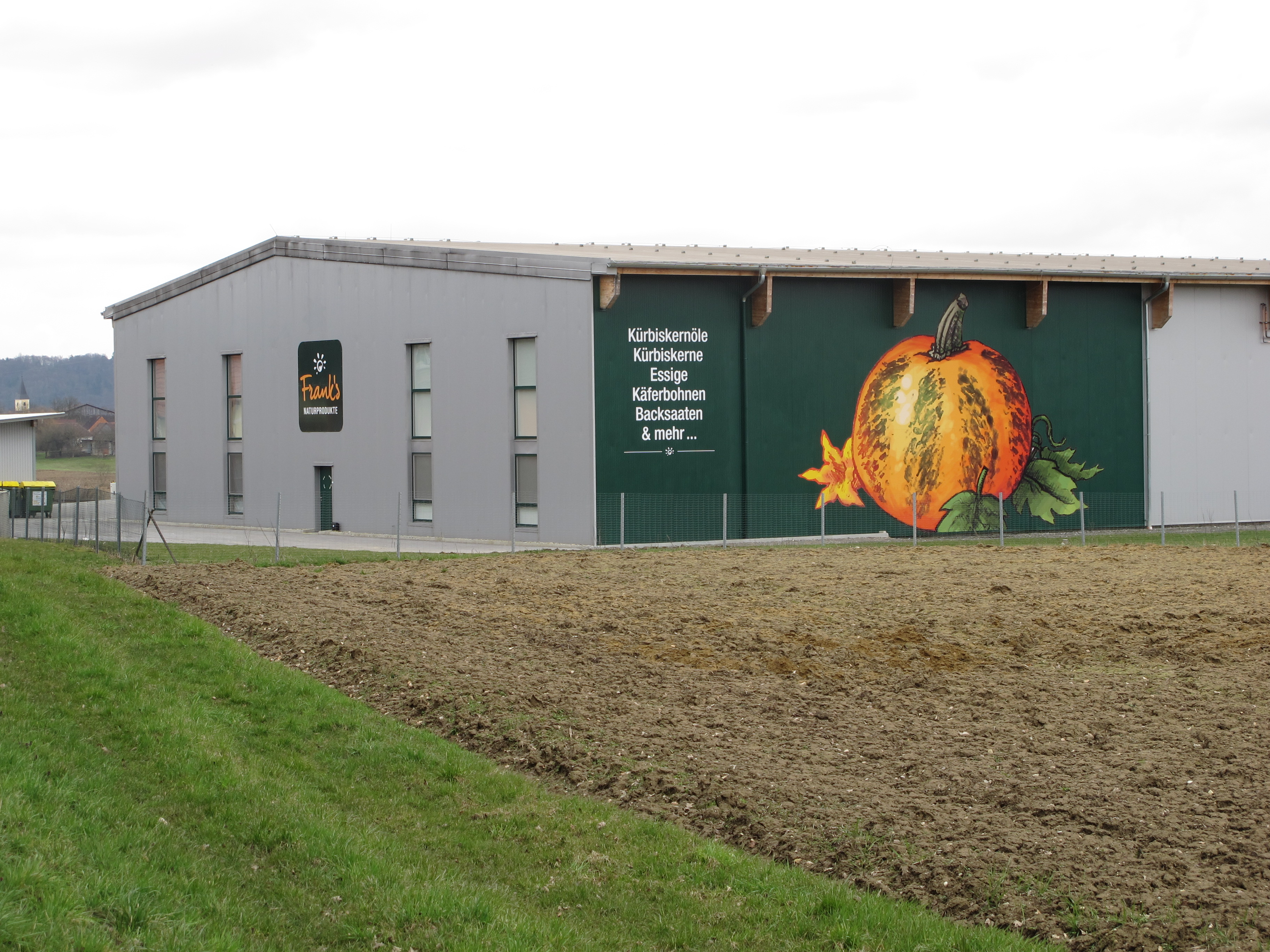
Ölmühle Hartl

## Verkehr
Es führt zwar eine Eisenbahnlinie durch Hartl (Thermenbahn), jedoch besitzt Hartl keinen Haltepunkt an der Strecke. Der nächste Haltepunkt ist die Haltestelle Übersbach im Fürstenfelder Stadtteil Übersbach.
Durch die Buslinie 463 (Gleisdorf/Walkersdorf – Fürstenfeld) ist Hartl über zwei Bushaltestellen der ÖBB-Postbus AG an den öffentlichen Nahverkehr angeschlossen.